# David Otto Silfverstolpe
David Otto Mauritz Silfverstolpe, född 19 mars 1869 i Kristianstad, död 25 september 1942 i Göteborg, var en svensk riksdagsman, direktör och kommunalpolitiker.
Efter läroverksstudier i Kristianstad var Silfverstolpe elev vid Kungliga Tekniska högskolan 1886–1889, blev civilingenjör i maskinteknik 1889, företog därefter studieresor till Europa, England och Amerika. Han var extra ritare vid Statens Järnvägar 1889–1892, ritare där 1892–1896, verkmästare där 1896–1898, maskininspektör där 1898–1900 samt maskiningenjör vid Statens Järnvägars II:a distrikt (Göteborg) 1900–1910 och maskindirektör 1910–1931. 
Silfverstolpe var ledamot av riksdagens första kammare 1934 och ledamot av Göteborgs stadsfullmäktige 1915–1933, varav som vice ordförande 1925–1933.

## Övriga uppdrag i urval
Silfverstolpe var ledamot av kommittén gällande löneförhållanden vid Statens Järnvägar 1914, fullmäktig i Statens Järnvägars änke- och pupillkassa 1906–1918, varav som ordförande 1914–1918, ledamot av gatu- och vägförvaltningen 1908–1934, varav som vice ordförande 1911–1914 och ordförande 1915–1934, av vattenledningsstyrelsen 1910–1939, varav som vice ordförande 1912–1915 och ordförande 1916–1939, av avlöningsnämnden 1911–1927, av lönenämnden 1920–1927, av styrelsen för Slottsskogsvallen och Ullevi idrottsplats 1923–1934, hela tiden som ordförande, av styrelsen för Göteborgs distrikts idrottsförbund 1928–1939, av drätselkammarens l:a avdelning 1929–1933, av stadskollegiet 1932–1933, hela tiden som vice ordförande, och av styrelsen för Göteborgs idrottsplatser 1934–1938, hela tiden som ordförande.
Han var ledamot av beredningen för åtgärder till högtidlighållandet av 300-årsminnet av stadens grundläggning 1920–1923, av budgetberedningen 1920–1931, varav som vice ordförande 1927–1931, av kansliutskottet 1924–1931, hela tiden som vice ordförande, av beredningen för användningen av Olof och Caroline Wijks utdelningsfond 1925, av beredningen för användning av Wilhelm Röhss utdelningsfond 1926–1927. 

## Familj
Silfverstolpe var son till kapten Lars Mauritz Vilhelm Silfverstolpe och Nanny Maria Sofia Silfverstolpe, född Trägårdh. Han gifte sig 15 februari 1897 i Halmstad med Anna Amalia Kristina Bissmark (1873–1930), dotter till handlaren Fredrik Edvin Bissmark och Josefina Scherdin. Makarna Silfverstolpe är begravda på Östra kyrkogården i Göteborg.